# Zistersdorf
Zistersdorf är en stadskommun i distriktet Gänserndorf i förbundslandet Niederösterreich i Österrike. Kommunen har 5 456 invånare (2024).
Kommunen består av nio orter (Ortschaften) (inom parentes invånarantal 1 januari 2024):

- Blumenthal (151)
- Eichhorn (293)
- Gaiselberg (234)
- Großinzersdorf (483)
- Gösting (299)
- Loidesthal (617)
- Maustrenk (326)
- Windisch Baumgarten (179)
- Zistersdorf (2 874)